# محمد صالح مزالی
محمد صالح مزالی (انگلیسی: Mohamed Salah Mzali; زاده ۱۱ فوریهٔ ۱۸۹۶ – درگذشته ۲۲ نوامبر ۱۹۸۴) آموزگار، تاریخ‌نگار و سیاستمدار اهل تونس بود. وی از ۲ مارس ۱۹۵۳ تا ۱۷ ژوئن ۱۹۵۴ نخست‌وزیر تونس بود.
محمد صالح مزالی در ۲۲ نوامبر ۱۹۸۴، در سن ۸۸ سالگی درگذشت.

## آثار
- وراثت در سلسله حسینی: تکامل و تخلفات[۳]
- در طول زندگی من: خاطرات یک تونسی[۴]